# Патнам (Техас)
Патнам (англ. Putnam) — місто (англ. town) в США, в окрузі Каллеген штату Техас. Населення — 63 особи (2020).

## Географія
Патнам розташований за координатами 32°22′13″ пн. ш. 99°11′44″ зх. д. / 32.37028° пн. ш. 99.19556° зх. д. (32.370270, -99.195495).  За даними Бюро перепису населення США в 2010 році місто мало площу 2,62 км², уся площа — суходіл.

## Демографія
Згідно з переписом 2010 року, у місті мешкали 94 особи в 40 домогосподарствах у складі 28 родин. Густота населення становила 36 осіб/км².  Було 43 помешкання (16/км²).
Расовий склад населення:
| - 96,8 % — білих - 3,2 % — осіб інших рас |

До двох чи більше рас належало 0,0 %. Частка іспаномовних становила 3,2 % від усіх жителів.
За віковим діапазоном населення розподілялося таким чином: 16,0 % — особи молодші 18 років, 63,8 % — особи у віці 18—64 років, 20,2 % — особи у віці 65 років та старші. Медіана віку мешканця становила 48,8 року. На 100 осіб жіночої статі у місті припадало 113,6 чоловіків;  на 100 жінок у віці від 18 років та старших — 119,4 чоловіків також старших 18 років.
Цивільне працевлаштоване населення становило 19 осіб. Основні галузі зайнятості: сільське господарство, лісництво, риболовля — 68,4 %, освіта, охорона здоров'я та соціальна допомога — 21,1 %, транспорт — 10,5 %.